# Центральний Військово-Революційний Комітет Донбасу

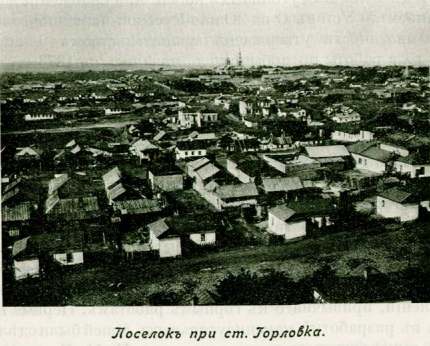

Центральний Військово-Революційний Комітет Донбасу ЦВРКД — координаційний орган більшовицьких організацій і збройних угруповань, діяв і претендував на владу в окремих регіонах Катеринославської та Харківської губерній колишньої Російської імперії протягом 1917—1919 рр.
Також носив назви:
- Центральне бюро військово-революційних комітетів Донбасу
- Центральне бюро рудничних і гірничозаводських комітетів
- Центральне бюро ревкомів (Центробюроревком)
- Центральний ревком Донбасу (Центроревком ДБ)[6]

## Історія

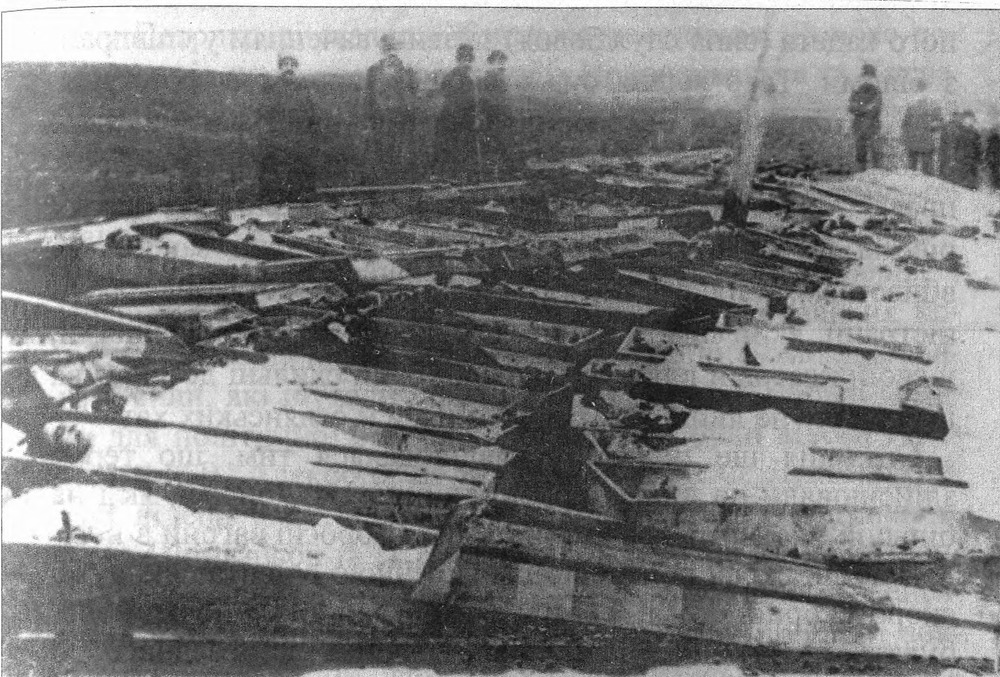
Тіла 118 робітників, убитих у ясинівці та Макіївці вояками Каледина 31 грудня 1917

4 (17) грудня 1917 р. з ініціативи районного комітету більшовиків на ст. Микитівка відбувся з'їзд підконтрольних більшовикам ревкомів Донецького басейну. На ньому було обрано координаційний орган більшовицьких збройних загонів — Бюро військово-революційних комітетів Донбасу
До його складу увійшли 5 осіб: Грузман Шулим Айзикович, Пономарьов Дем'ян Іванович, Хильков Семен Олексійович, Харечко Тарас Іванович і Сирцов Сергій Іванович, якого незабаром змінив Трифонов Євген Андрійович.
Крім цих людей за відомостями А. Фролова в ревком увійшли представники Макіївського району Митрофанов, Рябцев.

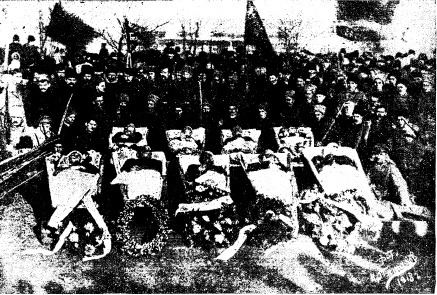
Похорон 9 дружківських червоногвардійців загиблих в бою з каледінцями під Дебальцевим в грудні 1917

5(18) січня 1918 за рішенням бюро військово-революційних комітетів Донбасу з представників петроградського, московського та місцевих червоногвардійських загонів утворений Центральний штаб Червоної гвардії Донбасу.
28 січня 1918 р. конференція підконтрольних більшовикам ревкомів і рад Донбасу реорганізувала Бюро у Центральний військово-революційний комітет Донбасу., який діяв до моменту зайняття України військами Німеччини та УНР.
1 квітня 1918 Центральний ревком Донбасу віддав наказ усім ревкомам приступити до евакуації майна у зв'язку з наступом німецьких військ.
Після заняття німцями Ростова-на-Дону військовий відділ і частина членів ЦВРКД не припинили свою роботу а разом з 5-ю армією РСЧА евакуювалися в Царицин. 3 -го липня 1918 року Центральна Штаб Червоної Гвардії Донбасу і частина членів ЦВРКД прибутку в Царицин після чого згадки про ЦВРКД і ЦШКГД зникають.

### Відновлення
В оперативному звіті який отримав Вацетіс 20 грудня 1918 роки вже згадується що в Донбасі діє Обласний революційний комітет і його військовий орган Оперативний штаб який керує місцевими повстанцями. Оперативний штаб діяв в союзі з частинами Махно очищав регіон від частин Армії УНР та Донської армії і відновлює радянську владу.
У грудні 1918 року Ревком було відновлено більшовиками з метою захоплення влади в умовах евакуації німецьких військ та антигетьманського повстання. Деякий час ревком працював у підпіллі, після захоплення більшовиками Донбасу та створення ними Донецької губернії 5 лютого він працював легально-на ст. Яма. Став органом управління Донецької губернії.
За іншими відомостями відомим їх газети «Известия ЦВК» від 26 січня 1919 року стало відомо що 23 січня на станції Яма був утворений Центральний Військово-Революційний комітет Донецького басейну. Президія складався з трьох чоловік ініціатора колишнього наркома ДКР Васильченко Семена, колишнього голови ЦВРКД в 1917—1918 році Харечко Тараса і деякого Ясного. Функціонувало 7 відділів.
При цьому український уряд в Харкові (ВУЦВК) на створення ревкому відреагувало з подивом тому що не хто не давав розпорядження на створення цієї структури в Донбасі. Негативно на створення ЦВРКД відреагував Донське бюро РКБ, член РКБ Френкель писав до Харкова:
"Безсумнівно, що ця затія на станції Яма або авантюра або фантастична затія, абсолютно не викликається об'єктивними веліннями революції.
Безсумнівно також і те, що буде, ймовірно, повторюватися, історія лютого — травня 1918 і слідом за станцією Яма, на цілому ряді інших станцій будуть організовані «республіки» «центрально-військово революційні комітети» і всякі інші і всякими дозвільними суб'єктами і шукачами пригод. "
При цьому Донське бюро РКП виступало проти відновлення Донецько-Криворізької республіки. Бажаючи попередити відродження Донецько-Криворізької республіки Донське бюро 28 січня зажадало щоб до Харкова і на станцію Яма відправити члена ЦК для обстеження нової організації і для прийняття потрібних заходів. Шляхом посередництва Ворошилова 5 лютого конфлікт був врегульований шляхом створення другої Донецької губернії а ще до цього 1 лютого ЦВРКД був легалезірованн як губернський орган влади.
Незабаром, 1 лютого, з Харкова, який був тоді столицею Радянської України, надійшла телеграма:
«Центральний Военоревком Донецького Басейну, що виник в процесі боротьби за звільнення Донецького Басейну, затверджується на правах Тимчасового Губернського Ревкома з найменуванням: Військовий Революційний Комітет Донецького басейну в складі 7 членів: т.т. Тараса, Хотимський (Бориса), Смолякова, Шишкова, Хилькова, Марапулеца і Пономарьова… Народний комісар вн. управління Ворошилов»

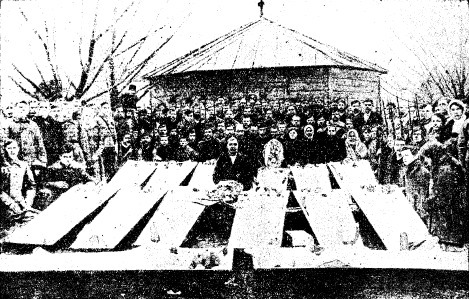
Похорон 14 Єнакіївських робочих загиблих 17-18 грудня 1917 року у бою з калединцями під Ясинівським рудником.

## Перший ЦВРКД (17 грудня 1917— травень 1918)

### Перший склад
З 4 грудня 1917 — 4 січня 1918
- Харечко Тарас Іванович — голова.
- Грузман Шулим Айзикович — голова.
- Пономарьов Дем'ян Іванович — військовий відділ.
- Сирцов Сергій Іванович — фінансовий відділ.
- Хильков Семен Олексійович

Крім того, активну роботу вели за дорученням бюро — Фролов, Дубові (батько і син), Малахов, Вайнер, Острогорский, Лапін, Кліпів, Шишковський, Коробкін, Шкуро. Подільський, Варганов, Сухоруков, Таран, Манагаров, Рязанцев, Сергєєв, та ін.

### Другий склад
4 січня 1918 — 28 січня 1918
- Харечко Тарас Іванович — голова.
- Грузман Шулим Айзикович
- Пономарьов Дем'ян Іванович — військовий відділ.
- Хильков Семен Олексійович
- Трифонов Євген Андрійович

### Третій склад
28 січня 1918 — 1 березня 1918
- Харечко Тарас Іванович — голова.
- Грузман Шулим Айзикович
- Пономарьов Дем'ян Іванович — військовий відділ.
- Хильков Семен Олексійович
- Трифонов Євген Андрійович
- Пашина — застрелилася через нез'ясовані особисті мотиви і померла в лікарні Ртутного рудника в лютому 1918 р

### Четвертий склад
1 березня 1918 — була проведена реорганізація шляхом об'єднання колегії ЦВРКД і ЦШЧГДБ
Колегія ЦВРКД
- Харечко Тарас Іванович
- Вербицький Карл Борисович
- Михайлов
- Фіногенов Ілля
- Пєліхов Семен Григорович
- Грузман Шулим Айзикович
- Пономарьов Дем'ян Іванович
- Хильков Семен Олексійович

У першій половині березня в колегію ЦВРКД біли включені члени розформованого Штабу 8-ї армії, Баранов, Геккер, до 8 квітня, Крусер.
Голови відділів
- Відділ мобілізації — Соколов
- Відділ формування і навчання — Пєліхов Семен Григорович
- Відділ постачання — Фіногенов
- Відділ зв'язку — Михайлов
- Організаційно — агітаційний відділ — Вербицький
- Оперативна колегія — Пономарьов, Соколов, Фіногенов.
- Медико-санітарний відділ — Семашко А. незабаром його замінила Єсава.
- Видавничий відділ — Грузман Шулим Айзикович
- Фінансовий відділ — Хильков Семен Олексійович
- Начальник ЦШЧГД — Пономарьов Дем'ян Іванович
- Голова ЦВРКД і ЦШЧГД — Харечко Тарас Іванович
- Секретар ЦШЧГД — Осташенков.[20]

## Другий ЦВКРД (23 січня 1919— 18 березень 1919)

### Перший склад
Після прибуття Васильченко Семена який хотів відродити ДКР і Харечко Тараса до повстанців на станцію Яма перший і другий 17 січня відродили ЦВРКД бажаючи закріпити свою владу в регіоні при цьому частина слена ЦПР взяли участь в роботі ЦВРКД.
ЦВРКД складався з 10 осіб.
Президія:
- Васильченко Семен Пилипович
- Харечко Тарас Іванович
- Ясний

### Другий склад
Після проголошення Донецької губернії в 1 лютого 1919 зі складу ЦВРКД були призначені нові члени ЦВРКД у складі 7 чоловік:
- Харечко Тарас Іванович
- Хотимський Валентин Іванович
- Смоляков Лазар Абрамович
- Шишков Петро Іванович
- Хильков Семен Олексійович
- Марапулець Василь Семенович
- Пономарьов Дем'ян Іванович[21]

Суперечливі члени ЦВРКД
- Медне Едуард Мартинович
- Каменський Абрам Захарович[22]